# In Country
In Country is een Amerikaanse dramafilm uit 1989 onder regie van Norman Jewison.

## Verhaal
De 17-jarige Samantha Hughes uit Kentucky heeft haar vader nooit gekend. Hij sneuvelde tijdens de Vietnamoorlog, toen haar moeder zwanger was. Jaren later wordt ook zij met de oorlog geconfronteerd.

## Rolverdeling
| Acteur              | Personage       |
| ------------------- | --------------- |
| Bruce Willis        | Emmett Smith    |
| Emily Lloyd         | Samantha Hughes |
| Joan Allen          | Irene           |
| Kevin Anderson      | Lonnie          |
| John Terry          | Tom             |
| Peggy Rea           | Oma             |
| Judith Ivey         | Anita           |
| Daniel Jenkins      | Dwayne          |
| Stephen Tobolowsky  | Pete            |
| Jim Beaver          | Earl Smith      |
| Richard Hamilton    | Opa             |
| Heidi Swedberg      | Dawn            |
| Ken Jenkins         | Jim Holly       |
| Jonathan Hogan      | Larry           |
| Patricia Richardson | Cindy           |